# デジャン・フェルディナンシャー
デジャン・フェルディナンシャー（英語: Dejan Ferdinansyah、2000年1月21日 - ）は、インドネシアの男子バドミントン選手。

## 経歴
2022年から、6歳年上で元世界ランク6位のグロリア・エマニュエル・ウィジャヤとペアを組む。